# Dužice
Dužice ist eine Ortsgemeinschaft (Mjesna zajednica) der Stadt Široki Brijeg in Bosnien und Herzegowina.

## Geografie
Dužice liegt in der Herzegowina und ist etwa 34 km vom regionalen Hauptort Mostar entfernt. Der Küstenort Makarska in Kroatien mit der gleichnamigen Riviera ist 68 km und die zweitgrößte kroatische Stadt Split ist 120 km entfernt.
Dužice hat eine Fläche von 11,31 km² und umfasst die Ortsteile Vratlo, Dužice, Gornje Dužice, Smokinje und Donje Dužice. Die Ortsteile bilden kein geschlossenes Siedlungsgebiet, sondern bestehen im Wesentlichen aus den Siedlungen der Familien Adžić, Brkić, Čolak, Kvesić, Mikulić, Škrobo, Sopta und Šantić.

## Geschichte
Dužice war bereits im Mittelalter besiedelt und bildete mit dem Nachbarort Rasno (früher: Hrasno) eine territoriale Einheit.
Erste schriftliche Zeugnisse über den Ort finden sich im 15. und 16. Jahrhundert. Die katholische Besiedlung ist schriftlich seit dem 18. Jahrhundert durch Kirchenbücher belegt.
Erste Amtshandlungen, die den Ort mit dem Namen Dužice bezeichnen, finden sich im frühen 18. Jahrhundert.
1940 wurde mit dem Bau der Volksschule des Ortes begonnen.
Nach der Zerschlagung Jugoslawiens im Zweiten Weltkrieg gehörte Dužice von 1941 bis 1945 zum Unabhängigen Staat Kroatien, dem faschistischen Vasallenstaat der Achsenmächten. Im Krieg und der unmittelbaren Nachkriegszeit hatte der Ort 86 Opfer zu beklagen:
37 Ustascha, 24 Domobranen,
16 Zivilisten, 6 Angehörige der Freiwilligenmiliz (Dobrovoljačka milicija), 2 Tito-Partisanen und 1 katholischen Priester. Viele der Opfer wurden durch die Jugoslawische Volksbefreiungsarmee noch nach Kriegsende in dem sogenannten Massaker von Bleiburg getötet.
Nach der Errichtung des sozialistischen Jugoslawien emigrierten zwischen 1945 und 1991 allein 166 männliche Einwohner aus wirtschaftlichen oder politischen Gründen und wurden damit Teil der kroatischen Diaspora in Europa und Übersee.
Im Jahr 1957 wurde Dužice an das Stromnetz angeschlossen. 1958 erhielt die Volksschule ein neues Gebäude. 1976 wurde die Straße Privalj – Dužice – Grude asphaltiert. 1981 wurde der Poststelle im Ort eröffnet und 1984 wurden bei 110 Einwohnern die ersten Telefonanschlüsse installiert.
Unmittelbar vor der Auseinanderbrechen Jugoslawiens wurde am 24. Juni 1991, dem Johannistag, ein Gefallenendenkmal mit den Namen von 84 Opfern des Zweiten Weltkriegs eingeweiht (ohne die Namen der beiden Tito-Partisanen). Das Denkmal befindet sich vor der Kirche und soll den Kreuzweg des kroatischen Volkes durch eine stilisierte gebrochene, aber immer noch erhobene Hand darstellen.
Auf einer Gedenktafel sind unter dem historischen kroatischen Wappenschild und der Friedenstaube die Namen und Geburtsjahre der Opfer eingraviert.
Davor steht eine weitere Tafel, in Form eines aufgeschlagenen Buches, mit dem Errichtungsdatum und den Worten Njihova jedina krivica je bila vjernost Bogu i hrvatskom narodu (Ihre einzige Schuld war die Treue zu Gott und dem kroatischen Volk). Ein solches Denkmal konnte erst zu diesem Zeitpunkt errichtet werden, da vorher jede Erinnerung an antikommunistische Opfer und das öffentliche Zeigen nationaler Symbole in dieser Form verboten war.
Bei Ausbruch des Kroatienkrieges im Jahr 1991 meldeten sich junge Freiwillige des Ortes zur kroatischen Nationalgarde (ZNG RH) und später zur kroatischen Armee (HV). Nach Ausbruch des Bosnienkrieges im Jahr 1992 schlossen sich diese zumeist dem kroatischen Verteidigungsrat (HVO) an. Während des Krieges gehörte Dužice zur Kroatischen Republik Herceg-Bosna. Der Ort hatte keine direkten Kriegsopfer oder -schäden zu beklagen.

## Bevölkerung
Bei der staatlichen Volkszählung in Bosnien und Herzegowina 2013 hatte der Ort 615 Einwohner, mit ausschließlich kroatischer Nationalität.
| Bevölkerungsentwicklung |             |               |               |               |      |      |      |      |      |      |      |      |      |
| Jahr                    | 2013        | 1991          | 1981          | 1971          | 1961 | 1953 | 1948 | 1892 | 1867 | 1844 | 1813 | 1768 | 1743 |
| Kroaten                 | 615 (100 %) | 585 (99,82 %) | 658 (99,54 %) | 813 (99,75 %) | –    | –    | –    | –    | –    | –    | –    | –    | –    |
| Serben                  | 0           | 0             | 0             | 0             | –    | –    | –    | –    | –    | –    | –    | –    | –    |
| Muslime                 | 0           | 0             | 0             | 0             | –    | –    | –    | –    | –    | –    | –    | –    | –    |
| Jugoslawen              | –           | 0             | 1 (0,15 %)    | 0             | –    | –    | –    | –    | –    | –    | –    | –    | –    |
| Andere                  | 0           | 1 (0,17 %)    | 2 (0,30 %)    | 2 (0,24 %)    | –    | –    | –    | –    | –    | –    | –    | –    | –    |
| Gesamt                  | 615         | 586           | 661           | 815           | 775  | 789  | 772  | 457  | 310  | 196  | 184  | 129  | 96   |

## Infrastruktur
In Dužice gibt es eine Kirche mit angrenzendem Friedhof (Flurname: Crkvine).
Daneben eine Grundschule und eine Niederlassung der Kroatischen Post Mostar (Hrvatske telekomunikacije Mostar). 1996 wurde bei der Grundschule eine Sportstätte für Fußball und Basketball errichtet.

## Religion
Kirchenrechtlich gehört Dužice zur Kirchengemeinde von Rasno, im Bistum Mostar-Duvno der Römisch-katholischen Kirche in Bosnien und Herzegowina.
Im April 1970 wurde das Fundament für die örtliche Kirche errichtet und am 22. Dezember 1970 könnte das Dach fertig gestellt werden. Zuvor hatten Einwohner und der Pfarrer Petar Vlasić nur den Bau einer Grabkapelle beantragt, da die damalige kommunistische Regierung den Neubau von religiösen Gebäuden grundsätzlich nicht erlaubte. Errichtet wurde eine 15,70 m lange und 9,10 m breite Kirche, die später erweitert wurde. 1994 wurde die Kirchenglocke elektrifiziert. Ab dem Jahr 2003 wurde die Kirche umgebaut und um Seitenschiffe und einen halbrunden Altarbereich erweitert, so dass sie heute 22,15 m lang und 19,65 m breit ist.

## Persönlichkeiten

### Im Ort geboren
- Martin Sopta (1891–1945), franziskanischer Ordenspriester und Gymnasialprofessor. Wird aufgrund seiner Tötung durch kommunistische Tito-Partisanen von vielen Katholiken als Märtyrer verehrt.
- Ivan Softa (1906–1945), Schriftsteller und Dichter sowie Ustascha-Funktionär.
- Vinko Škrobo (1924–1948), Ustascha-Milizionär und Freischärler.
- Stanko Čolak (* 1936), ehemaliger Funktionär der jugoslawischen Geheimpolizei SDB („UDBa“).
- Jozo Bogdan (1954–2020), Unternehmer und Inhaber der überregional bedeutenden Firma FEAL (Aluminiumprodukte).
- Bariša Čolak (* 1956), Politiker (HDZ BiH) und ehemaliger Innen- sowie Justizminister von Bosnien und Herzegowina (2002–2007 bzw. 2007–2015).
- Stanko Sopta (* 1966), General der kroatischen Armee außer Dienst und Politiker (HDZ BiH).

### Mit dem Ort verbunden
- Mladen Kvesić (* 1963), Musiker und Komponist des Marschliedes Mi smo garda Hrvatska (Wir sind Kroatiens Garde) aus dem Jahr 1991, das heute die Hymne der kroatischen Streitkräfte ist. Kvesićs Eltern Anđa und Martin verließen Dužice im Jahr 1958 als Arbeitsmigranten.[21]